# Relazioni internazionali dell'Eritrea
Le relazioni internazionali dell'Eritrea sono le politiche del governo eritreo con il quale amministra le sue relazioni esterne con le altre nazioni. Dalla sua indipendenza, le relazioni estere dell'Eritrea sono state dominate da conflitti e scontri, sia in ambito regionale che internazionale. Ha mantenuto relazioni spesso travagliate e di solito violente con i suoi vicini, inclusi brevi conflitti armati con Yemen e Gibuti e una guerra distruttiva con il suo vicino più grande, l'Etiopia. L'Eritrea ha rapporti molto tesi con i vicini Etiopia e Gibuti . Anche le relazioni sulla scena internazionale sono state tese dall'ultimo decennio, in particolare con le maggiori potenze. Quelle che apparivano cordiali relazioni con gli Stati Uniti negli anni '90 sono diventate aspre in seguito alla guerra di confine con l'Etiopia, 1998-2000. Sebbene le due nazioni abbiano uno stretto rapporto di lavoro alla lotta al terrorismo in corso, c'è stata una tensione crescente in altre aree. Anche i legami con organizzazioni internazionali come le Nazioni Unite, l'Unione africana e l'Unione europea sono stati complicati in parte a causa dell'indignazione dell'Eritrea per la loro riluttanza a costringere l'Etiopia ad accettare una sentenza della commissione di confine emessa nel 2002.

## Organizzazioni internazionali
L'Eritrea è un membro delle Nazioni Unite, dell'Unione Africana ed è un membro osservatore della Lega araba.
L'Eritrea detiene un seggio nel Comitato consultivo delle Nazioni Unite per le questioni amministrative e di bilancio (ACABQ).
L'Eritrea detiene anche appartenenze alla Banca internazionale per la ricostruzione e lo sviluppo, International Finance Corporation, Organizzazione internazionale di polizia criminale (INTERPOL), Movimento dei paesi non allineati, Organizzazione per la proibizione delle armi chimiche, Corte permanente di arbitrato, Port Management Association of Eastern and Southern Africa e l'Organizzazione mondiale delle dogane.

## Relazioni bilaterali
| Stato               | Inizio formale delle relazioni | Note |
| ------------------- | ------------------------------ | --- |
| Armenia             | 16 ottobre 1994                | Entrambi i paesi hanno stabilito relazioni diplomatiche il 16 ottobre 1994. |
| Azerbaigian         | 20 aprile 2004                 | Le relazioni diplomatiche tra la Repubblica dell'Azerbaigian e lo Stato dell'Eritrea sono state stabilite il 20 aprile 2004. |
| Croazia             |                                | |
| Etiopia             | 9 luglio 2018                  | Le relazioni estere dell'Eritrea con l'Etiopia sono contraddittorie. Subito dopo l'indipendenza dell'Eritrea dall'Etiopia, i rapporti furono cordiali nonostante il precedente rapporto. Dall'indipendenza, la relazioni etiope-eritree sono state del tutto politiche, soprattutto nella rianimazione e nell'espansione del campo di applicazione dell'IGAD. Dal 1998 e dalla guerra Etiopia-Eritrea, il rapporto è diventato sempre più ostile. Nel dicembre 2000, l'Eritrea e l'Etiopia hanno firmato un trattato di pace per porre fine alla loro guerra e hanno creato due commissioni giudiziarie vincolanti, la Commissione per il confine tra l'Eritrea e l'Etiopia e la Commissione per le richieste di indennizzo eritreo-etiope, per governare sul loro confine contestato e sulle relative rivendicazioni. Nell'aprile 2002 la Commissione ha pubblicato la sua decisione (con un chiarimento nel 2003). I disaccordi successivi alla guerra hanno portato a una situazione di stallo punteggiata da periodi di elevata tensione e rinnovate minacce di guerra. Da queste decisioni l'Etiopia ha rifiutato di consentire la demarcazione fisica del confine mentre l'Eritrea insiste che il confine debba essere delimitato come definito dalla commissione. Di conseguenza, la Commissione di Confine ha stabilito che il confine è virtualmente delimitato ed efficace. L'Eritrea mantiene una forza militare al confine con l'Etiopia di dimensioni più o meno uguali a quella dell'Etiopia, il che ha richiesto una mobilitazione generale di una parte significativa della popolazione. L'Eritrea ha visto questa disputa di confine come una minaccia esistenziale per se stessa in particolare e per l'Unione Africana in generale, perché si occupa della supremazia dei confini coloniali in Africa. Dal conflitto di confine l'Etiopia non utilizza più i porti eritrei per il suo commercio. Durante il conflitto di confine e a partire da allora, l'Etiopia ha promosso militanti contro l'Eritrea (compresi separatisti etnici e organizzazioni religiose). L'Eritrea ha reagito ospitando anche gruppi militanti contro l'Etiopia. Il Consiglio di sicurezza delle Nazioni Unite sostiene che l'Eritrea e l'Etiopia hanno esteso la loro disputa a un secondo teatro, la Somalia. Nel marzo 2012, l'Etiopia ha attaccato gli avamposti dell'esercito eritreo lungo il confine. Addis Abeba ha affermato che l'assalto era una rappresaglia per l'addestramento e il sostegno fornito da Asmara ai sovversivi mentre l'Eritrea ha asserito che gli Stati Uniti erano a conoscenza degli attacchi, un'accusa negata dai funzionari statunitensi. Nel luglio 2018, i leader di entrambi i paesi hanno firmato un trattato di pace per porre la fine formale a uno stato di guerra tra le due nazioni, aprendo la strada a una maggiore cooperazione economica e a migliori legami tra di essi. - L'Eritrea ha un'ambasciata adAddis Abeba. - L'Etiopia ha un'ambasciata adAsmara. |
| Finlandia           |                                | |
| Germania            | 1992                           | L'ambasciatore eritreo fu inviato per la prima volta in Germania il 14 settembre 1992. |
| Israele             | 1993                           | L'Eritrea ha sviluppato relazioni con Israele poco dopo aver ottenuto l'indipendenza nel 1993, nonostante le proteste tra i paesi arabi. Le relazioni israelo-eritree sono strette. Il presidente dell'Eritrea ha visitato Israele per cure mediche. Tuttavia, l'Eritrea ha condannato l'azione militare israeliana durante il conflitto Gaza-Israele del 2008-2009. I legami israelo-eritrei sono complicati dagli stretti legami di Israele con l'Etiopia, che condivide da molto tempo una politica ostile con l'Eritrea. |
| Italia              |                                | Vedi Relazioni bilaterali tra Eritrea e Italia - L'Eritrea ha un'ambasciata a Roma e un consolato a Milano. - L'Italia ha un'ambasciata ad Asmara. |
| Messico             | 23 giugno 1993                 | - L'Eritrea è accreditata in Messico dalla sua ambasciata a Washington, D.C., Stati Uniti. - Il Messico è accreditato in Eritrea dalla sua ambasciata al Cairo, Egitto. |
| Qatar               |                                | Durante la crisi diplomatica del Qatar del 2017, l'Eritrea ha rifiutato una richiesta dell'Arabia Saudita e degli Emirati Arabi Uniti di interrompere le relazioni con il Qatar, citando i suoi "forti legami con il popolo fraterno del Qatar." |
| Corea del Sud       | 24 maggio 1993                 | Le relazioni diplomatiche tra la Repubblica di Corea e lo Stato dell'Eritrea sono state stabilite il 24 maggio 1993. |
| Sudan               |                                | L'Eritrea ha interrotto le relazioni diplomatiche con il Sudan nel dicembre 1994. Questa azione è stata presa dopo un lungo periodo di crescenti tensioni tra i due paesi a causa di una serie di incidenti transfrontalieri che hanno coinvolto la Jihad islamica eritrea (EIJ). Sebbene gli attacchi non rappresentassero una minaccia per la stabilità del governo dell'Eritrea (gli infiltrati sono stati generalmente uccisi o catturati dalle forze governative), gli eritrei ritengono che il Fronte islamico nazionale (NIF) a Khartoum abbia sostenuto, addestrato e armato gli insorti. Dopo molti mesi di negoziati con i sudanesi per cercare di porre fine alle incursioni, il governo dell'Eritrea ha concluso che il NIF non intendeva cambiare la sua politica e ha interrotto i rapporti. Successivamente, il governo dell'Eritrea ha ospitato una conferenza dei leader dell'opposizione sudanese nel giugno 1995 nel tentativo di aiutare l'opposizione a unirsi e di fornire un'alternativa credibile all'attuale governo di Khartoum. L'Eritrea ha ripreso le relazioni diplomatiche con il Sudan il 10 dicembre 2005. Da allora, il Sudan ha accusato l'Eritrea, insieme al Ciad, di sostenere i ribelli. Il confine non delimitato con il Sudan rappresentava in precedenza un problema per le relazioni bilaterali dell'Eritrea. Dopo una delegazione di alto livello in Sudan del ministero degli Affari esteri eritreo, i legami si stanno normalizzando. Mentre la normalizzazione dei legami continua, l'Eritrea è stata riconosciuta come mediatore di pace tra le fazioni separate della guerra civile sudanese. "È noto che l'Eritrea ha svolto un ruolo nel realizzare l'accordo di pace [tra il Sudan meridionale e il governo]", mentre il governo sudanese e i ribelli del fronte orientale hanno chiesto all'Eritrea di mediare i colloqui di pace. Il presidente eritreo, Isaias Afewerki, e il suo omologo sudanese Omar Al-Bashir hanno tenuto colloqui ad Asmara su una serie di questioni bilaterali di reciproco interesse per i due paesi dell'Africa orientale. I colloqui si sono occupati del rafforzamento dei legami bilaterali e della cooperazione, compreso il rafforzamento delle frontiere condivise. Il Sudan e l'Eritrea hanno deciso di abolire i requisiti per il visto d'ingresso, aprendo le loro frontiere comuni per la libera circolazione di entrambi i cittadini. Nel 2011, Eritrea e Sudan hanno collaborato alla costruzione dell'autostrada Kassala-Al Lafa che collega i due paesi. |
| Turchia             | 1993                           | - L'Ambasciata dell'Eritrea a Doha è accreditata presso la Turchia. - La Turchia ha un'ambasciata adAsmara. - Il volume degli scambi tra i due paesi è stato di 13,9 milioni di dollari nel 2019. |
| Emirati Arabi Uniti |                                | Gli Emirati Arabi Uniti sono un membro della coalizione guidata dai sauditi contro i ribelli Houthi nello Yemen. Il ministro degli Esteri Osman Saleh Mohammed è citato affermando che gli Emirati Arabi Uniti stanno utilizzando "strutture logistiche al porto e all'aeroporto" nella città meridionale di Assab. Human Rights Watch ha riferito che gli Emirati Arabi Uniti mantengono una struttura di detenzione presso la base di Assab, dove potrebbero aver trasferito prigionieri di alto profilo al fuori dello Yemen. |
| Stati Uniti         | 24 maggio 1993                 | Le relazioni diplomatiche tra gli Stati Uniti e lo Stato dell'Eritrea sono state stabilite il 24 maggio 1993. - L'Eritrea ha un'ambasciata a Washington, D.C.. - Gli Stati Uniti hanno un'ambasciata ad Asmara. |
| Yemen               |                                | Una disputa con lo Yemen sulle Isole Hanish nel 1996 ha provocato una breve guerra. Come parte di un accordo per cessare le ostilità, le nazioni hanno deciso di deferire la questione alla Corte permanente di arbitrato dell'Aia. Al termine del procedimento, entrambe le nazioni hanno acconsentito alla decisione del 1998 secondo la quale detta sovranità doveva essere condivisa. |